# Groß Grönau
Groß Grönau település Németországban, Schleswig-Holstein tartományban. Lakosainak száma 3855 fő (2023. december 31.).

## Népesség
A település népességének változása:
| Lakosok száma | 3315 | 3721 | 3755 | 3824 | 3824 | 3855 |
|               | 1975 | 2017 | 2019 | 2021 | 2022 | 2023 |